# Wybory parlamentarne w Gwinei Równikowej w 2008 roku
Wybory parlamentarne w Gwinei Równikowej w 2008 roku odbyły się 4 maja. Kandydaci ubiegali się o miejsca w 100-osobowym unikameralnym parlamencie Gwinei Równikowej - Zgromadzeniu Narodowym.

## Rezultaty
Według wstępnych wyników zwycięstwo odniosła proprezydencka Partia Demokratyczna Gwinei Równikowej (PDGE), która zdobyła niemal 100% głosów. Drugie miejsce zajęło opozycyjne Zjednoczenie na rzecz Demokracji Społecznej (CPDS), na które zagłosowało niespełna 0,7% wyborców. Według liderów opozycji, w tym sekretarza generalnego CPDS Plácido Micó Abogo, wybory zostały sfałszowane przez zwolenników rządzącego krajem od 1979 prezydenta Teodora Obianga Nguemy.
W Izbie Reprezentantów Ludowych 99 miejsc zajęli przedstawicieli PDGE, a pozostały mandat objął Plácido Micó Abogo.